# Coupe du monde de marche 1981
Navigation
Eschborn 1979 Bergen 1983
La 10e édition de la Coupe du monde de marche s'est déroulée les 3 et 4 octobre 1981 dans les rues de Valence, en Espagne.

## Tableau des médailles
| Rang | Nation             | Or | Argent | Bronze | Total |
| ---- | ------------------ | -- | ------ | ------ | ----- |
| 1    | Mexique            | 2  | 0      | 1      | 3     |
| 2    | Union soviétique   | 1  | 2      | 1      | 4     |
| 3    | Suède              | 1  | 1      | 0      | 2     |
| 4    | Italie             | 1  | 0      | 2      | 3     |
| 5    | Allemagne de l'Est | 0  | 2      | 0      | 2     |
| 6    | Australie          | 0  | 0      | 1      | 1     |
|      | Total              | 5  | 5      | 5      | 15    |

## Podiums

### Hommes
| Épreuve                             | Or                                    | Argent                                            | Bronze                                      |
| ----------------------------------- | ------------------------------------- | ------------------------------------------------- | ------------------------------------------- |
| 20 km                               | Ernesto Canto Mexique 1 h 23 min 52 s | Roland Wieser Allemagne de l'Est 1 h 24 min 12 s  | Alessandro Pezzatini Italie 1 h 24 min 24 s |
| 50 km                               | Raúl González Mexique 3 h 48 min 30 s | Hartwig Gauder Allemagne de l'Est 3 h 52 min 18 s | Sandro Bellucci Italie 3 h 54 min 57 s      |
| Lugano Trophy - Combiné par équipes | Italie 227 pts                        | Union soviétique 227 pts                          | Mexique 221 pts                             |

### Femmes
| Épreuve                         | Or                               | Argent                                               | Bronze                                            |
| ------------------------------- | -------------------------------- | ---------------------------------------------------- | ------------------------------------------------- |
| 5 km                            | Siv Gustavsson Suède 22 min 56 s | Aleksandra Deveranskaya Union soviétique 23 min 17 s | Lyudmila Khrushchova Union soviétique 23 min 25 s |
| Eschborn Cup - 5 km par équipes | Union soviétique 105 pts         | Suède 104 pts                                        | Australie 90 pts                                  |